# Spirosigmoilinella
Spirosigmoilinella es un género de foraminífero bentónico de la subfamilia Spirolocammininae, de la familia Sigmoilopsidae, de la superfamilia Rzehakinoidea, del suborden Schlumbergerinina y del orden Schlumbergerinida. Su especie tipo es Spirosigmoilinella compressa. Su rango cronoestratigráfico abarca el Mioceno inferior y medio.

## Discusión
Clasificaciones previas incluían Spirosigmoilinella en la familia Rzehakinidae, de la superfamilia Rzehakinoidea, del suborden Textulariina del orden Textulariida o en el orden Lituolida. También ha sido incluido en el suborden Rzehakinina y en el orden Lituolida, aunque estos taxones han sido considerados sinónimos posteriores de Schlumbergerinina y Schlumbergerinida respectivamente.

## Clasificación
Spirosigmoilinella incluye a las siguientes especies:
- Spirosigmoilinella collaris †
- Spirosigmoilinella compressa †
- Spirosigmoilinella digitata †
- Spirosigmoilinella discoformis †
- Spirosigmoilinella gorbushensis †
- Spirosigmoilinella holmskensis †
- Spirosigmoilinella irregularis †
- Spirosigmoilinella manuensis †
- Spirosigmoilinella naibensis †